# Gran Camiño
Der Gran Camiño ist ein Straßenradrennen für Männer in Spanien.
Das Etappenrennen wurde erstmals in der Saison 2022 ausgetragen und führt durch die autonome Region Galicien im Nordwesten Spaniens. Der Name des Rennens ist vom Pilgerweg Camino de Santiago zur Kathedrale von Santiago de Compostela in Galicien inspiriert. Das Rennen ist Bestandteil der UCI Europe Tour und in die Kategorie 2.1 eingestuft.

## Palmarès
| Jahr | Sieger             | Zweiter          | Dritter             |
| ---- | ------------------ | ---------------- | ------------------- |
| 2022 | Alejandro Valverde | Michael Woods    | Mark Padun          |
| 2023 | Jonas Vingegaard   | Jesús Herrada    | Ruben Guerreiro     |
| 2024 | Jonas Vingegaard   | Lenny Martinez   | Egan Bernal         |
| 2025 | Derek Gee          | Davide Piganzoli | Magnus Cort Nielsen |